# محاصره اوداوارا (۱۵۶۱)
محاصره اوداوارا (به انگلیسی: Siege of Odawara) یکی از نبردهای دوره سنگوکو بود. این قلعه که محل سکونت خاندان هوجوی اخیر بود در سال ۱۵۶۱ برای اولین بار تحت محاصره درآمد.
اوئسوگی کنشین در اوج لشکرکشی‌های خود در برابر خاندان هوجو به این محاصره دست زد و به علت نقض دفاعی توانست شهر قلعه را به آتش بکشد ولی خود قلعه با این حال، بدون فتح باقی ماند؛ کنشین پس از دو ماه محاصره عقب‌نشینی کرد. این عقب‌نشینی در نتیجه فقدان منابع کافی، و ظهور تاکدا شینگن، رقیب طولانی مدت کنشین بود، که سرزمین کنشین را مورد تهدید قرار داده بود.
این اولین محاصره از سه محاصره قلعه اوداوارا بود که به اینصورت به پایان رسید.